# Chirothrips alexanderae
Chirothrips alexanderae är en insektsart som beskrevs av Stannard 1959. Chirothrips alexanderae ingår i släktet Chirothrips och familjen smaltripsar. Inga underarter finns listade i Catalogue of Life.